# Felipe Vega
Felipe Vega (León, 1952) es un guionista y director de cine español. 

## Biografía
Estudió Ciencias Políticas, Derecho y Ciencias de la Información en la Universidad Complutense de Madrid. También ha sido profesor de Dirección en la Escuela de la Cinematografía y del Audiovisual de la Comunidad de Madrid (ECAM) y redactor jefe de la revista Casablanca. Comenzó escribiendo guiones para anuncios publicitarios antes de decicarse a la dirección.
Debutó como director en 1977 con el cortometraje Objetos personales. En 1979 empezó a rodar su primer largometraje, Viento sobre los árboles, que quedó inconcluso. Su primer largometraje no llegaría hasta 1987, Mientras Haya luz con el que recibió el premio al mejor director novel en el Festival Internacional de Cine de San Sebastián. Volvería a ganar el mismo premio con su segundo largometraje de 1989 El mejor de los tiempos. Su tercer largometraje, Un paraguas para tres (1992) consiguió el primer Premio Turia a la mejor actriz para Icíar Bollaín, y el cuarto, El techo del mundo (1995), el Premio Turia a la mejor película española. En 1992 inició un documental sobre Walter Benjamin, Dirección única,  que quedó inconcluso y que sólo se ha podido ver en el Festival Punto de Vista. En 2004 estrenó Nubes de verano, con un guion coescrito con Manuel Hidalgo Ruiz, que obtuvo el Premio Turia a la mejor película española y cuyas actrices, Natalia Millán e Irene Montalà, se llevaron el premio a Mejores Actrices Revelación. En 2006 fue nominado a la Espiga de Oro de la Seminci para Mujeres en el parque. [5] En 2015 escribió el guion de La playa de los ahogados, de Gerardo Herrero. Manuel Martín Cuenca publicó un libro sobre él, Felipe Vega: estar en el cine, en 2007.
En enero de 2022, se estrenó en el teatro Lope de Vega de Sevilla su obra teatral Un hombre de paso, con dirección de Manuel Martín Cuenca.

## Filmografía
- Objetos personales (cortometraje, 1977)
- Mientras haya luz (1987)
- El mejor de los tiempos (1989)
- Un paraguas para tres (1992)
- Los mayas (Documental, 1992)
- Viaje al Ampurdán (documental, 1992)
- El techo del mundo (1995)
- Grandes ocasiones (1998)
- Cerca del Danubio (corto documental, 2000)
- Nubes de verano (2004)
- Mujeres en el parque (2006)
- Eloxio da distancia (documental, 2008)
- Los ojos de Carlos (documental, 2017)
- Paris Clair-Obscur (cortometraje codirigido con Cecilia Orueta, 2019)

## Premios y distinciones
Festival Internacional de Cine de San Sebastián
| Año  | Categoría                                         | Película                | Resultado |
| ---- | ------------------------------------------------- | ----------------------- | --------- |
| 1987 | Premio Nuevos Realizadores                        | Mientras haya luz       | Ganador   |
| 1989 | Premio Banco de Vitoria a los Nuevos Realizadores | El mejor de los tiempos | Ganador   |